# シンシナティ動物園

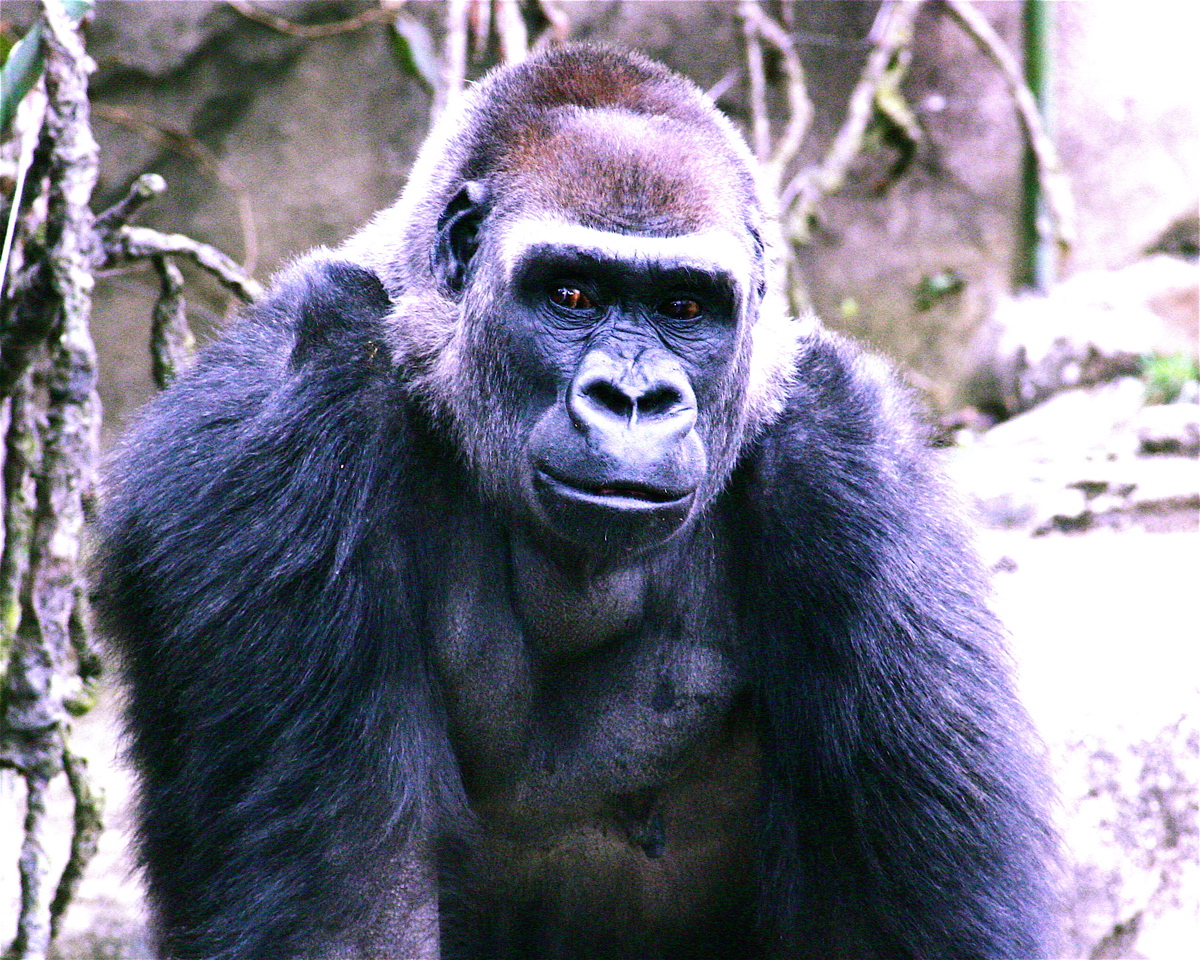
シンシナティ動物園の Western Lowland Gorilla。

シンシナティ動物園（シンシナティどうぶつえん、Cincinnati Zoo & Botanical Garden）は、アメリカ合衆国オハイオ州シンシナティに存在する、1875年に開園された動物園である。アメリカ合衆国内の動物園としては、2番目に古い（最古はフィラデルフィア動物園で、1874年7月1日に開園）。
絶滅した鳥のリョコウバト（マーサ）とカロライナインコ（インカス）の最後の1羽を飼育していた動物園でもある。

## ハランベ射殺事件
2016年5月28日、3歳の幼児がゴリラのハランベを飼育する囲いを越えハランベに捕まったため、飼育員がハランベを射殺した。